# Waldelefant von Schöningen

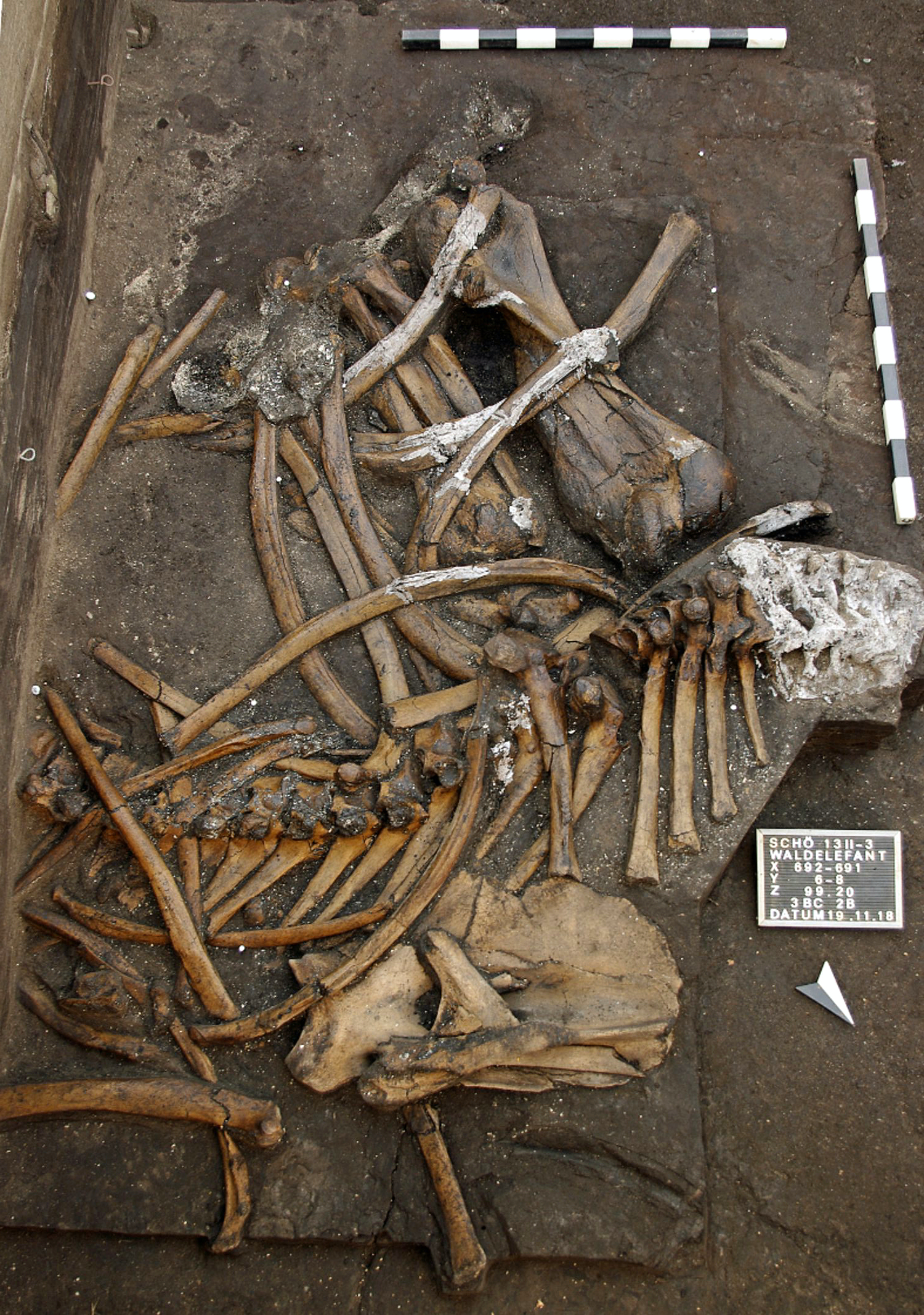
Waldelefant von Schöningen in Fundlage, 2018

Beim Waldelefanten von Schöningen, genannt Nelly, handelt es sich um die fossilen Überreste eines Europäischen Waldelefanten, der vor rund 300.000 bis 200.000 Jahren lebte. Das nahezu vollständige Skelett des Tieres wurde im Jahr 2017 in Schöningen in Niedersachsen entdeckt. Es fand sich bei archäologischen Untersuchungen in einer Ausgrabungsstätte im Tagebau Schöningen.

## Allgemeines

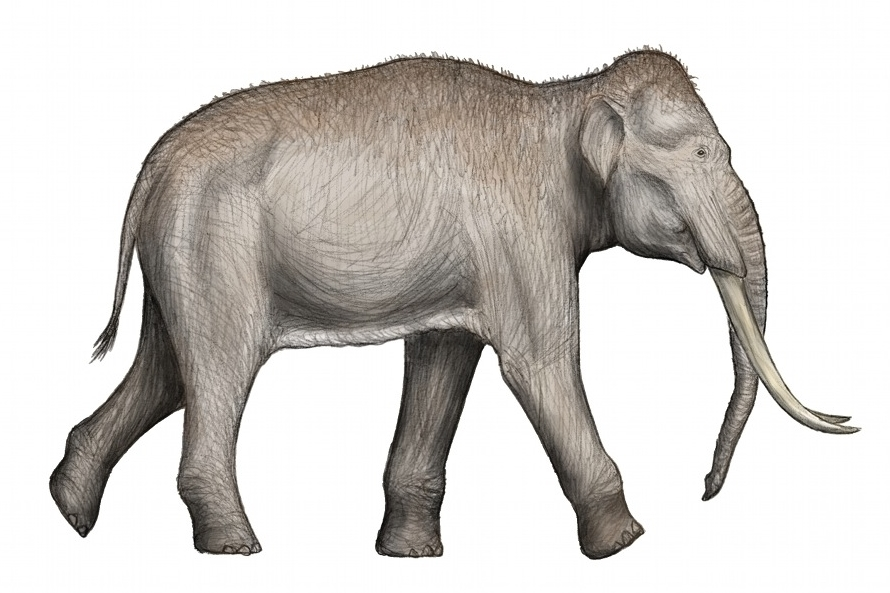
Lebendrekonstruktion eines Europäischen Waldelefanten (Zeichnung)

Generell war der Europäische Waldelefant ein großer Vertreter der Elefanten, der bei einer Schulterhöhe von über vier Metern ein Gewicht von mehr als zehn Tonnen erreichen konnte. Während der letzten Warmzeiten des Pleistozäns erreichte diese Art Gebiete nördlich der Alpen und ist auch in Mitteleuropa fassbar. Besonders weit im Norden gelegene Funde sind neben einzelnen Resten aus Mecklenburg-Vorpommern auch aus Niedersachsen belegt.
Durch die seit 1983 anhaltenden Ausgrabungen im Tagebau Schöningen ist bekannt, dass es dort vor rund 300.000 bis 200.000 Jahren während der Reinsdorf-Warmzeit (eine besondere Ausprägung der Holstein-Warmzeit oder aber einer jüngeren Wärmephase vor der Eem-Warmzeit) eine große Vielfalt an Tieren gab. Im Umfeld eines früheren Flachwassersees lebten dort rund 20 Arten von Großsäugern, darunter Löwen, Bären, Säbelzahnkatzen, Nashörner, Riesenhirsche, Auerochsen, Steppenbisons, Wildpferde und weitere Huftiere. Etwa 100 Meter von der Fundstelle des Waldelefanten entfernt wurden in den Sedimenten des früheren Sees Trittsiegel einer Elefantenherde mit erwachsenen und jüngeren Tieren entdeckt, was in Deutschland einmalig ist. Die Elefanten liefen parallel zum Seeufer und hinterließen kreisförmige Abdrücke von bis zu 60 cm Durchmesser.

## Beschreibung

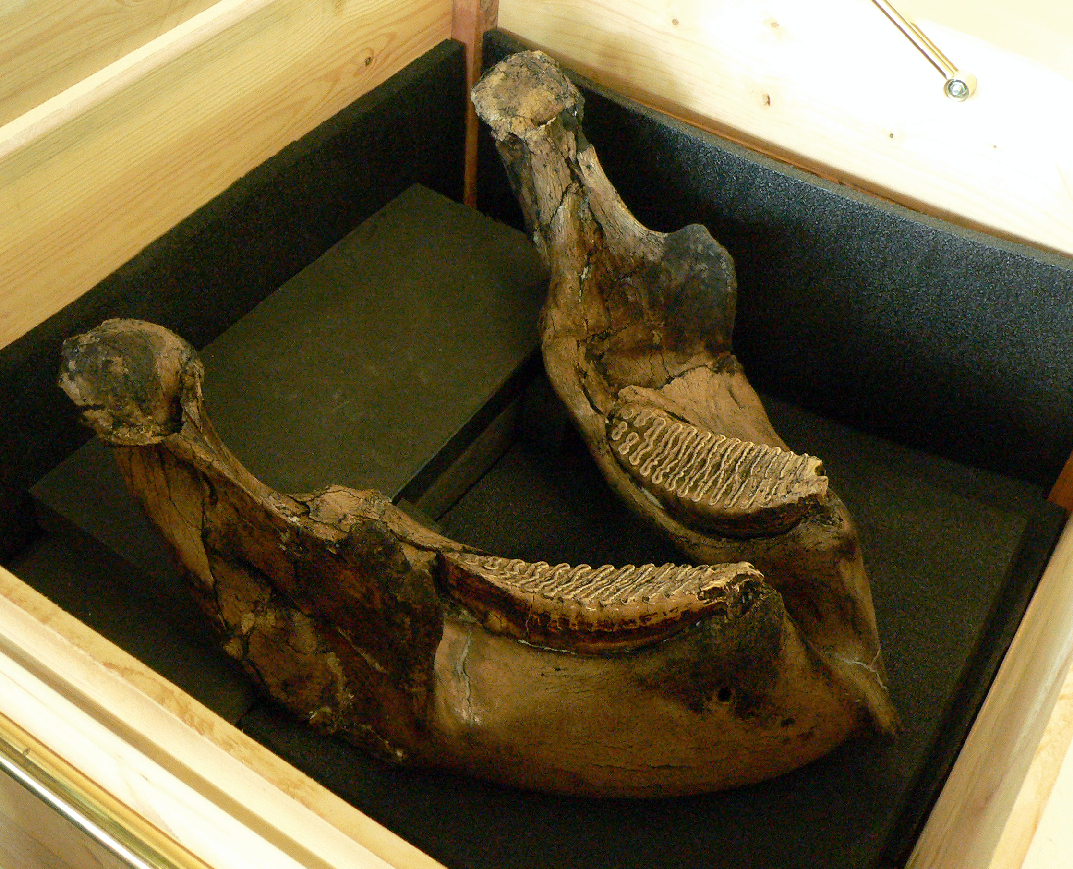
Unterkiefer des Waldelefanten von Schöningen mit Zähnen

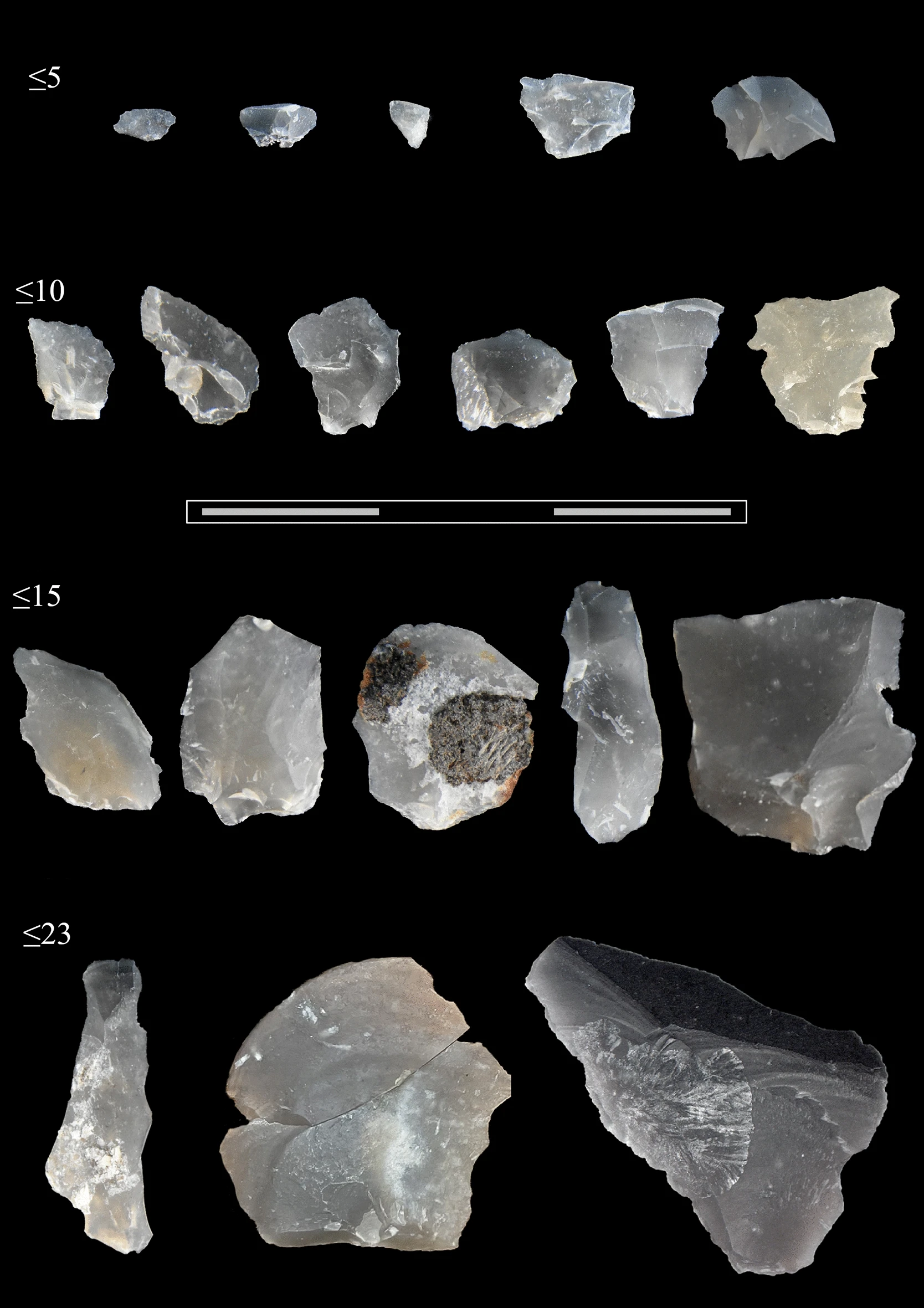
Feuersteinabschläge aus der Umgebung des Waldelefantenskelettes

Bei dem Individuum aus Schöningen handelt es sich wahrscheinlich um ein weibliches Tier, dessen Schulterhöhe auf etwa 3,2 Meter und Gewicht auf etwa 6,8 Tonnen geschätzt werden. Bei der Ausgrabung wurden 300 Knochen und insgesamt 700 Knochenteile geborgen, verteilt auf einer Fläche von rund 64 m². Zu den Funden gehören die 2,3 Meter langen Stoßzähne, der Unterkiefer, Wirbel und Rippen sowie Knochen von drei Beinen und das vollständige Zungenbein. Die Skelettteile lagen weitestgehend in einer anatomisch korrekten Anordnung. Verschiedene Teile fehlten, wie das Becken, das linke Vorderbein mit dem Schulterblatt und die Fußknochen von zwei Beinen. Die Erhaltung der Knochen ist überwiegend sehr gut, nur der mehr als einen Meter hohe Schädel des Individuums war in hunderte kleine Teile zerfallen. Verursacht wurde dies durch den vergleichsweise leichten Bau des Schädels, der wie bei allen Elefanten aus zahlreichen luftgefüllten und bienenwabenartig angeordneten Hohlkammern besteht. Insgesamt lag das Tier parallel zum ehemaligen Seeufer mit dem Kopf im Norden und dem Hinterteil im Süden. Das Alter des Tieres wird aufgrund der abgenutzten Zähne und Arthrose an den Knochen auf etwa 50 Jahre geschätzt.
Bissspuren an den Knochen belegen, dass Raubtiere das Aas des Waldelefanten gefressen haben. Obwohl sich an den Knochen keine Spuren menschlicher Bearbeitung fanden, gibt es Belege auf die Anwesenheit von Menschen am Elefantenkadaver. So fanden sich rund um das Skelett 57 Abschläge von Feuersteinen, die beim Nachschärfen von Steingeräten entstehen. Während die Menschen ihre Steingeräte wieder mitgenommen haben, blieben die Abschläge liegen. 15 Abschläge, an denen noch mikroskopisch kleine Holzreste hafteten, wiesen Nutzungsspuren auf, wie sie bei der Bearbeitung von frischem Holz entstehen. Bei einem Feuersteinfragment ließ sich die Bearbeitung von frischem Tiergewebe nachweisen, so dass die Forscher davon ausgehen, dass es beim Zerteilen des Waldelefanten genutzt wurde.
Darüber hinaus fanden sich drei Knochenartefakte, die Menschen als Werkzeuge dienten und Schlagspuren aufwiesen. Es handelt sich hierbei um den Fußknochen eines Rothirschs und ein weiteres, etwa 12 cm langes Knochenstück einer nicht näher bestimmbaren Tierart.

### Fundstelle

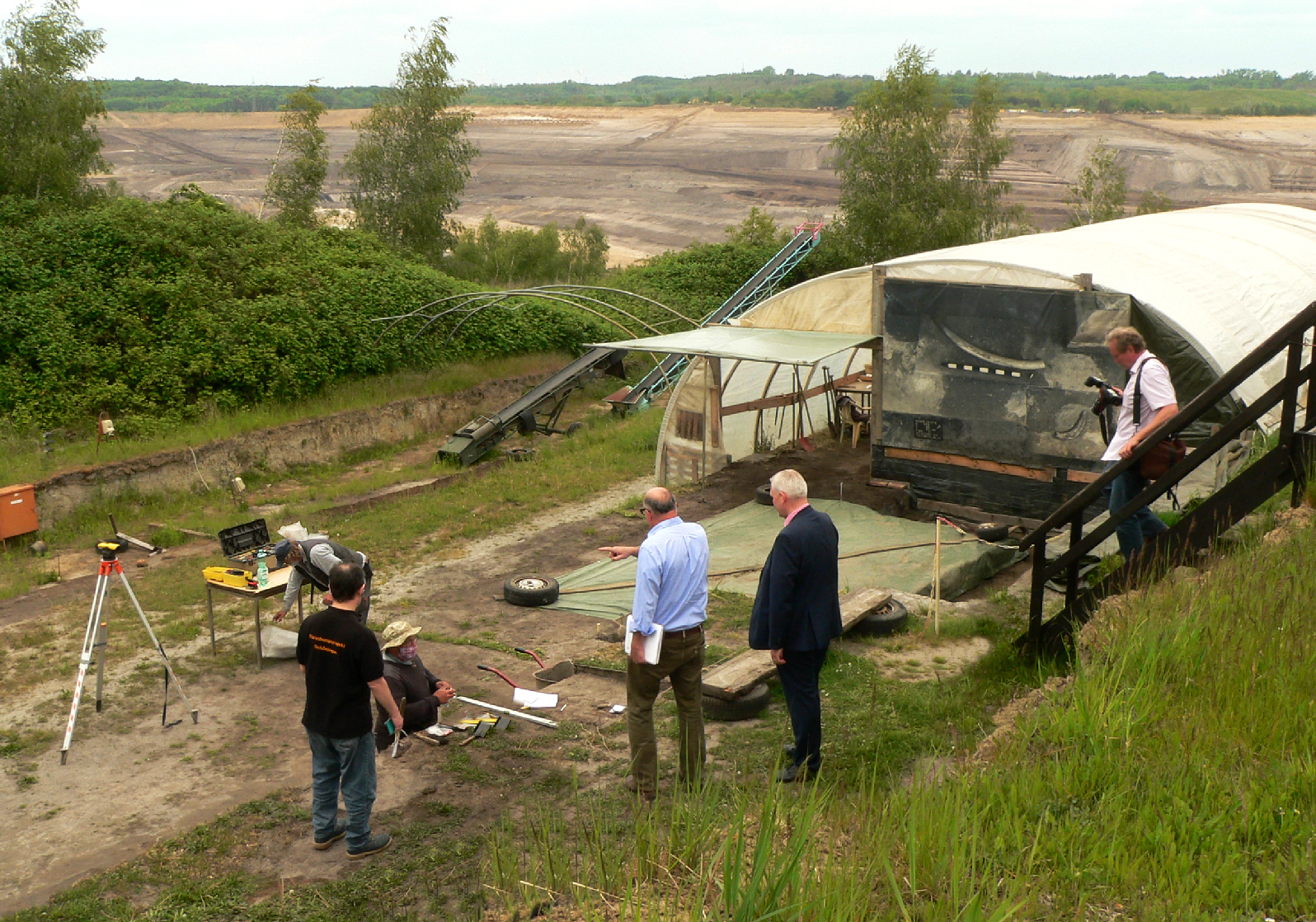
Grabungsleiter Jordi Serangeli und der Leiter der Forschungsstation Schöningen, Nicholas J. Conard, präsentieren dem niedersächsischen Wissenschaftsminister Björn Thümler die Fundstelle auf dem Speersockel

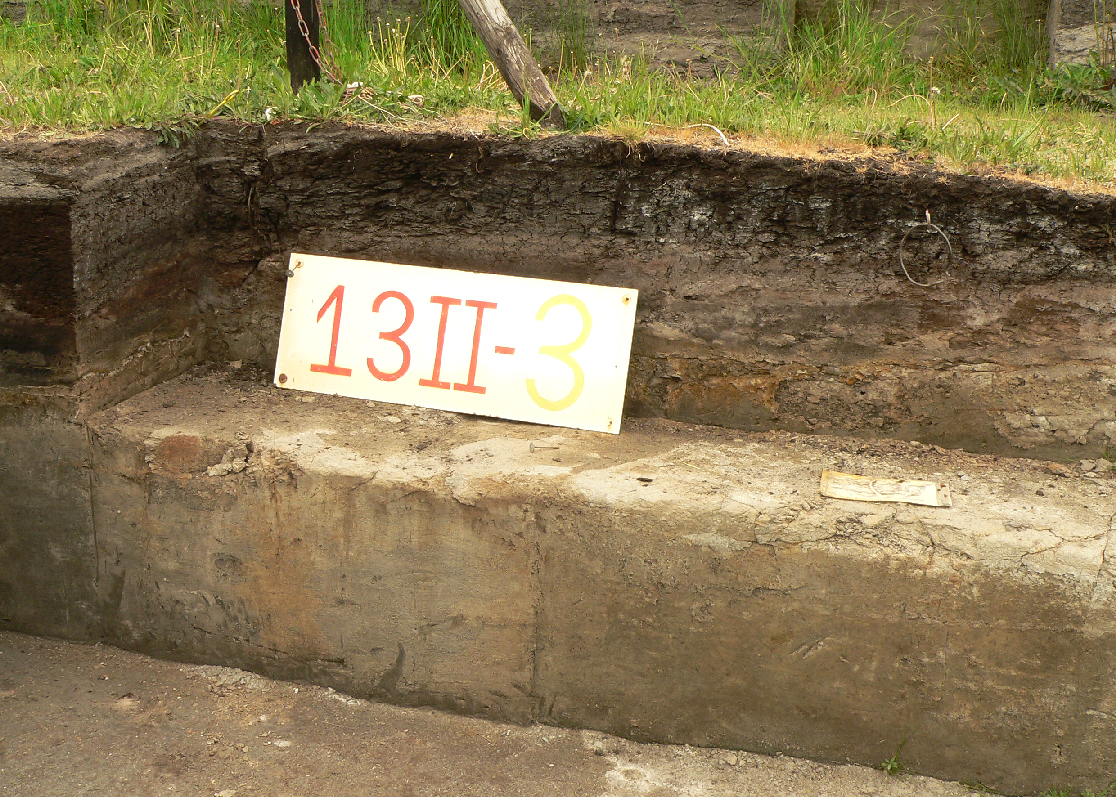
Fundschicht Schöningen 13 II Verlandungsfolge 3, in der der Waldelefant gefunden wurde

Die Fundstelle des Waldelefanten (Schöningen 13 II Verlandungsfolge 3) liegt innerhalb des Tagebaus Schöningen in etwa 12,5 Meter Tiefe unter der ursprünglichen Geländeoberfläche und etwa 2,5 Meter unterhalb des Fundhorizonts der Schöninger Speere (Schöningen 13 II Verlandungsfolge 4). Sie befindet sich an der Tagebaukante auf einem 50 × 60 Meter großen Geländesockel, der vom Abbau durch die Braunschweigische Kohlen-Bergwerke AG ausgespart wurde. Der Sockel ragt an drei Seiten in das Tagebauloch hinein. Die auch als Speersockel bezeichnete Fläche ist eine von mehreren altsteinzeitlichen Fundplätzen im Braunkohlentagebau Schöningen Süd, die im Zuge der Prospektion der quartären Deckschichten ab 1992 ausgegraben wurde. Der rund 3900 m² große Grabungssockel repräsentiert einen kleinen Ausschnitt der Uferzone eines ehemaligen Flachwassersees, die über Jahrtausende während der Reinsdorf-Warmzeit (ca. 320.000 bis ca. 300.000 Jahre vor heute) von Menschen sowie Tieren aufgesucht wurde. Der Sockel weist fünf mächtige Schichtpakete (Verlandungszonen) auf, die durch schwankende Wasserstände des Sees und Verlandungsprozesse entstanden sind.

### Erhaltungsbedingungen
Wie die bisherigen archäologischen Funde in den pleistozänen Ablagerungen innerhalb des Tagebaulochs in Schöningen waren die Knochen, eingebettet in Muddeschichten des verlandeten Sees, erhalten geblieben. Für die gute Fundkonservierung sorgten das vom nahe gelegenen Elm durch Bäche herangeführte kalkhaltige Wasser des Sees, die luftdichte Bedeckung der Fundschicht durch Mudden sowie die dauerhafte Lage unter dem Grundwasserspiegel, der erst durch den ab 1979 betriebenen Tagebau Schöningen künstlich gesenkt wurde. Dadurch bestanden günstige Erhaltungsbedingungen für organisches Material.

## Interpretation
Laut dem Grabungsleiter Jordi Serangeli von der Senckenberg-Forschungsstation Schöningen gibt es keine Hinweise darauf, dass der damals lebende Frühmensch Homo heidelbergensis den Waldelefanten im Zuge einer Jagd tötete. Zwar seien Menschen in der Altsteinzeit (wie die rund 300.000 Jahre alten Schöninger Speere vom selben Fundort belegen) erfolgreiche Jäger gewesen. Dennoch habe für sie kein zwingender Grund bestanden, ausgewachsene Elefanten zu jagen und sich dabei in Gefahr zu bringen. Vermutlich starb das Tier aus Altersgründen. Die Fundstelle befindet sich am Ufer eines früheren Sees. Von heutigen Elefanten ist bekannt, dass sich alte oder kranke Tiere oft am Wasser aufhalten.
Die Fundvergesellschaftung von Feuersteinabschlägen und Knochenwerkzeugen mit den Elefantenknochen werten die Archäologen als Beleg dafür, dass sich Menschen damals direkt am Kadaver aufgehalten haben. Mit ihren Werkzeugen dürften sie Fleisch, Sehnen und Fettgewebe des toten Tieres herausgeschnitten haben, um es als Nahrungs- und Materialquelle zu nutzen.

## Forschungsgeschichte

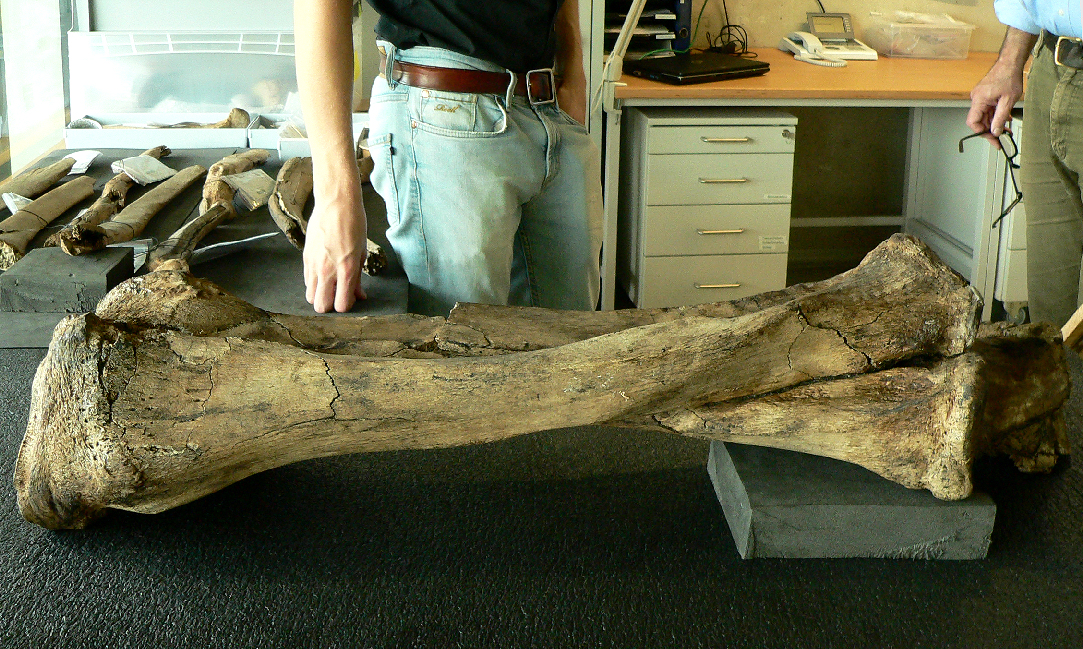
Beinknochen des Waldelefanten von Schöningen mit Elle und Speiche

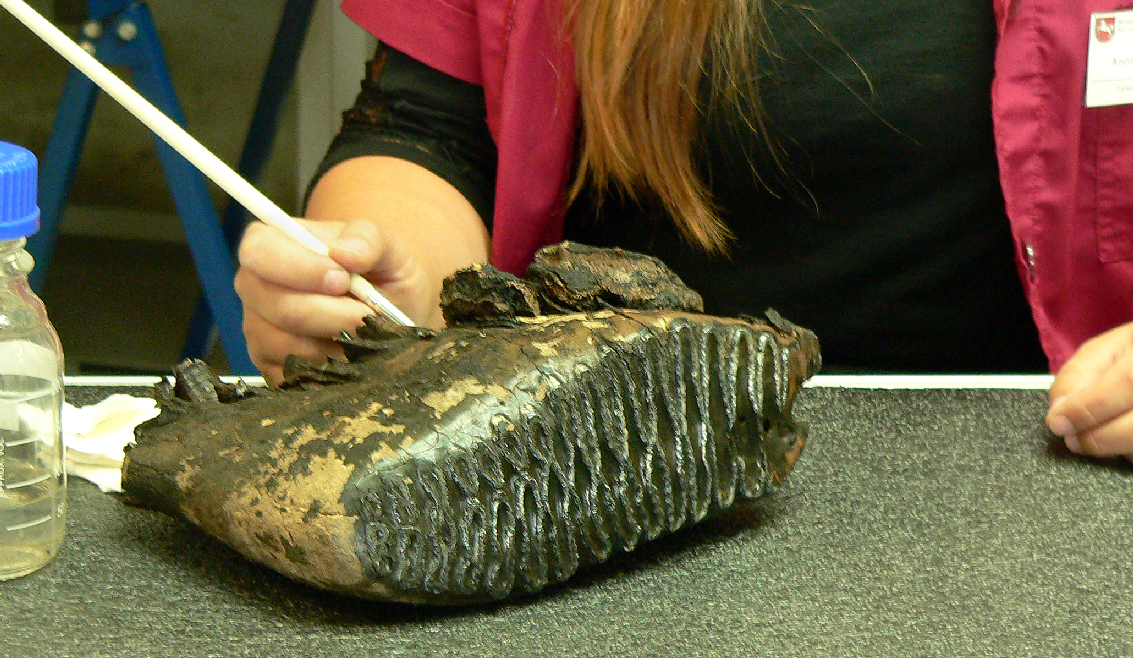
Restaurierung eines Backenzahns des Waldelefanten im Forschungsmuseum Schöningen

Nach der Entdeckung des Waldelefanten von Schöningen, im September 2017, erstreckte sich die Freilegung über fast zwei Jahre. Sie wurde von Archäologen des Senckenberg-Zentrums für menschliche Evolution und Paläoumwelt an der Universität Tübingen in Kooperation mit dem Niedersächsischen Landesamt für Denkmalpflege vorgenommen. Die Wissenschaftler gaben die Entdeckung im Mai 2020 bei einer Pressekonferenz mit dem niedersächsischen Wissenschaftsminister Björn Thümler in Schöningen öffentlich bekannt. Zu dem Zeitpunkt waren die Untersuchungen und Restaurierungen der Knochen noch nicht abgeschlossen. Sie erfolgen im Forschungsmuseum Schöningen, das den Grabungen direkt angeschlossen ist und sich in etwa 300 Meter Entfernung von der Fundstelle befindet. Dort ist bereits während des Restaurierungsprozesses eine Besichtigung der Fundstücke möglich, die später in dem Museum ausgestellt werden. Die Wissenschaftler gaben dem Waldelefanten den Spitznamen „Nelly“ in Anlehnung an den Ausgräber, der den Vornamen Neil trägt.
Im Tagebau Schöningen fanden sich seit Beginn der Ausgrabungen in den 1980er Jahren die Fossilien von mindestens zehn Waldelefanten. Dies waren jeweils Einzelfunde von Rippen, Stoßzähnen oder Wirbeln, die bei Rettungsgrabungen eilig vor dem herannahenden Schaufelradbagger geborgen werden mussten. Der 2017 entdeckte Waldelefant von Schöningen ist das einzige nahezu vollständig erhaltene Skelett. Da die Fundstelle im Tagebaugebiet auf dem erhalten gebliebenen Speersockel liegt, fand die Bergung ohne Zeitdruck in enger Absprache mit der Restaurierungswerkstatt des Niedersächsischen Landesamtes für Denkmalpflege statt. Weitere Analysen zu den Umwelt- und Klimabedingungen zum Todeszeitpunkt des Tieres, sowie zu Sedimentationsprozessen des früheren Sees, erfolgen durch die Technische Universität Braunschweig, die Universität Lüneburg und die Universität Leiden in den Niederlanden. Dazu wurden Sedimentproben im Hinblick auf Mikrofauna, Mikromorphologie, Limnologie und Paläobotanik genommen.

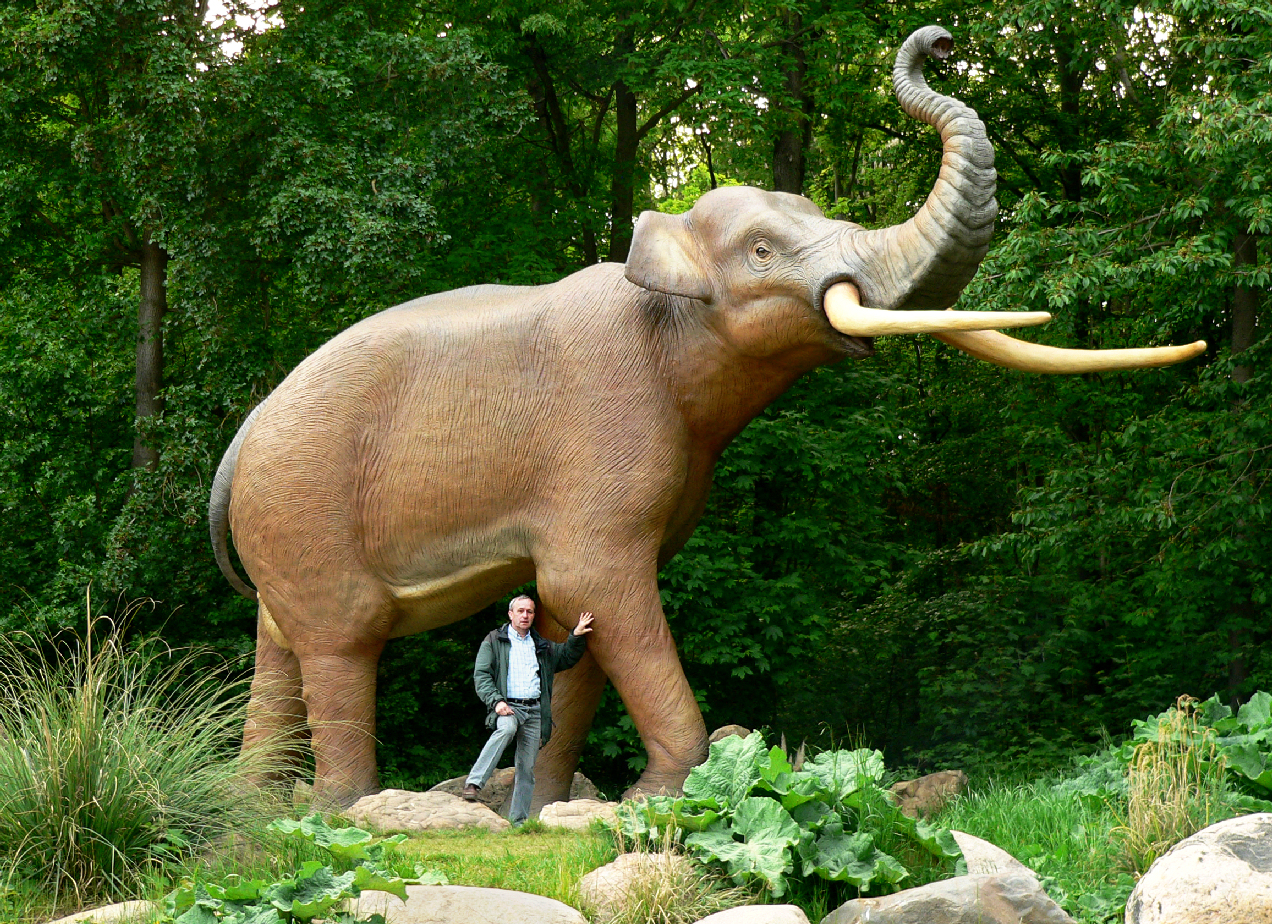
Nachbildung eines Europäischen Waldelefanten am Waldrand des Elms oberhalb von Schöningen

Aufgrund der Funde von Elefantenknochen im Tagebau wurde 2018 oberhalb von Schöningen die lebensgroße Nachbildung eines Europäischen Waldelefanten aufgestellt. Sie steht am Waldrand des Elms neben einer Ausflugsgaststätte und dient auch touristischen Zwecken. Die Rekonstruktion wurde auf Grundlage eines an der Fundstelle Neumark-Nord im Geiseltal in Sachsen-Anhalt gefundenen Skeletts gefertigt.
2023 führt das Niedersächsische Landesamt für Denkmalpflege (NLD) in Zusammenarbeit mit dem Senckenberg-Zentrum im Forschungsmuseum Schöningen eine Sonderausstellung über den Waldelefanten durch, die von der Präsidentin des NLD Christina Krafczyk ursprünglich für das Jahr 2022 angekündigt war.

## Der Schöninger Fund im Kontext

### Frühere Funde aus Schöningen
Etwa 300.000 Jahre alte Reste des Europäischen Waldelefanten wurden schon in den 1990er Jahren im Tagebau Schöningen an der Fundstelle Schöningen 12 gefunden, darunter einzelne Stoßzähne und Stoßzahnlamellen. Der gleiche Fundbereich barg auch fast zwei Dutzend Reste des Europäischen Waldelefanten von wenigstens drei Individuen, die zwischen 2008 und 2009 ausgegraben wurden. Dazu gehört auch die Spitze eines Stoßzahns. Sie weist Polierungsspuren auf und diente möglicherweise als Werkzeug.
Im August 2015 entdeckten Archäologen im selben Tagebau ein größeres Rippenfragment, Knochenfragmente sowie einen etwa zwei Meter langen Stoßzahn eines Europäischen Waldelefanten. Die Fundstelle auf dem sogenannten Speersockel (Fundstelle Schöningen 13 II, Verlandungsfolge 2) lag etwa 4,5 Meter unterhalb der Fundschicht der Schöninger Speere und 15 Meter vom Fundort des Waldelefanten von Schöningen entfernt. Anhand der Schichtfolge am Fundort ließen sich die Knochen auf ein Alter von rund 300.000 Jahren datieren.

### Regionale und überregionale Vergleiche
Vollständige Skelette des Europäischen Waldelefanten sind vor allem in Mitteleuropa relativ selten, zumeist treten die Tiere an den verschiedenen Fundstellen in Form von Zahn- und Gebissresten oder einzelnen Knochen in Erscheinung. Einen der bekanntesten Funde und den nächstjüngeren Nachweis eines Europäischen Waldelefanten in Niedersachsen bietet auch der Fundplatz der Lanze von Lehringen, in der Nähe von Verden. Das Tier kam bei einem Jagdereignis in der letzten Warmzeit (Eem-Warmzeit) vor etwa 120.000 Jahren um. In dieser Zeit des Mittelpaläolithikums lebte in Europa der Neandertaler. Neben der Lanze, die unter oder zwischen den Rippen des Tieres steckte, fanden sich im Umkreis noch 27 scharfkantige Feuersteinabschläge, die offensichtlich vor Ort kurzfristig hergestellt wurden. Da das Tier im Wasser zusammengebrochen war, konnten die damaligen Menschen weder den gesamten Kadaver zerlegen, noch die oben angeführte Lanze bergen.
Aus überregionaler Sicht bedeutend ist der zu Lehringen vergleichbar alte Fund des Waldelefanten von Gröbern in Sachsen-Anhalt, gefunden im Jahr 1987. Auch dort barg das Ufer eines ehemaligen Sees ein vollständiges Skelett, das ein ausgewachsenes männliches Individuum mit rekonstruiert etwa 4,2 Meter Schulterhöhe repräsentiert. Die fast 200 Knochen des Elefanten verteilten sich auf einer Fläche von 20 Quadratmetern und lagen weitgehend noch im anatomischen Verband. Größere Resterhaltungen gab es nur am Schädel, am Brustkorb und an den hinteren Extremitäten. In unmittelbarem Zusammenhang wurden auch in Gröbern gut zwei Dutzend Feuersteinabschläge gefunden, die zumeist zwischen den Knochen lagen. Ähnlich zu Lehringen wird angenommen, dass die damaligen Menschen nur Teile des Kadavers bergen konnten. Ein im gleichen Jahr aufgefundenes zweites Skelett eines Europäischen Waldelefanten in Gröbern wies keinerlei anthropogenen Einfluss auf.
Bedeutende Funde kamen auch im Geiseltal, ebenfalls Sachsen-Anhalt, zu Tage. Dort fanden sich am Ufer eines ehemaligen Sees, dem Seebecken Neumark-Nord 1, Skelette von rund 70 Individuen des Europäischen Waldelefanten, einige davon weitgehend vollständig; sie verteilten sich rund um den See. Die Altersstellung des Seebeckens wird diskutiert und schwankt, je nach Ansicht, von der vorletzten Warmzeit vor rund 200.000 Jahren bis zur letzten Warmzeit. Die zahlreichen Skelettfunde und guten Erhaltungsbedingungen ermöglichten dabei die Überlieferung selten nachgewiesener Knochen wie dem Zungen- und dem Brustbein. Einzelne Tiere wiesen pathologische Veränderungen auf, etwa in Form einer Hüftgelenksdysplasie, verkümmerter Stoßzähne oder Durchbohrungen, die eventuell auf Rivalenkämpfe zurückgehen könnten. Die Tiere starben eines natürlichen Todes, wurden im Nachhinein aber von großen Raubtieren wie dem ebenfalls belegten Höhlenlöwen oder der Höhlenhyäne zerfleddert. Einzelne Skelette waren mit großen Feuersteinabschlägen verbunden, die auf Aktivitäten des frühen Menschen hindeuten. Eines dieser als „Tranchiermesser“ bezeichneten Artefakte wies noch einen organischen Rest auf, der sich als Eichenrindenextrakt herausstellte.
Aus dem südlichen Deutschland sind mehrere Teilskelette des Europäischen Waldelefanten aus den Travertinen von Bad Cannstatt in Baden-Württemberg dokumentiert, die wohl der vorletzten Warmzeit angehören. Darunter befindet sich auch ein ausgewachsener Bulle, dessen Skelett sich über eine Fläche von 25 Quadratmeter verteilte und der aufgrund des 122 Zentimeter langen Oberarm- und des 144 Zentimeter langen Oberschenkelknochens wohl eine Schulterhöhe von rund 4 Metern besaß. Bei den meisten Elefantenresten kann eine Einwirkung durch den frühen Menschen ausgeschlossen werden. Vielmehr starben die Tiere krankheitsbedingt oder an Altersschwäche in der Umgebung des Quellgewässers.

### Frage der Elefantenjagd
Mit der Frage nach der Elefantenjagd in der Altsteinzeit haben sich verschiedene Archäologen und Forscherteams in Deutschland beschäftigt. Nicholas J. Conard von der Eberhard Karls Universität Tübingen hält die Rolle von Elefanten in der altsteinzeitlichen Ökonomie für schwer fassbar. Thorsten Uthmeier von der FAU Erlangen-Nürnberg hält eine regelmäßige Elefantenjagd für nicht wahrscheinlich. Bei der angenommenen damaligen Sippengröße von fünf bis zehn Personen und einer Haltbarkeitsgrenze von 30 Tagen für Fleisch kämen als Jagdwild nur Tiere mit einem Gewicht von bis zu einer Tonne, wie Rinder, Hirsche oder Pferde, infrage. Elefanten würden bis zu zehnmal so viel Fleisch liefern wie die Gruppe in dem Zeitraum verzehren könnte. Allerdings werden im zentralafrikanischen Regenwald auch heute noch Elefanten von Pygmäen mit Speeren gejagt.
Michael Baales von der Ruhr-Universität Bochum hält die Rolle von Elefanten an einigen europäischen Fundplätzen für wichtig, auch wenn trotz des Vorhandenseins von Schnittspuren nicht eindeutig entschieden werden kann, ob die Tiere erjagt oder verendete Tiere ausgeweidet wurden. 2023 veröffentlichte ein Forscherteam des Leibniz-Zentrums für Archäologie (LEIZA) in Mainz, der Universität Leiden und der Universität Mainz eine Studie, wonach die Jagd auf Waldelefanten unter Neandertalern weit verbreitet war. Laut Sabine Gaudzinski-Windheuser von der Universität Mainz war die Jagd auf diese Tiere keine Ausnahme, sondern regelhaftes Verhalten. Das ergaben Untersuchungen an über 100.000 Jahre alten Knochen von Waldelefanten, die in Gröbern und Taubach sowie an der Fundstelle Neumark-Nord in einem ehemaligen Braunkohletagebau in Sachsen-Anhalt gefunden worden waren.